# Gibson Reverse Flying V
A Gibson Reverse Flying V egy speciálisan kialakított Gibson Flying V elektromos gitár. A hangszer lényegében megegyezik a Flying V modellel, azzal a különbséggel, hogy a tömör testet megfordították, így a nyak az eredetileg hátsó bevágásba került.

## Külső hivatkozások
- Hivatalos honlap
- Ultimate-Guitar.com